# Ireneusz Krupka
Ireneusz Józef Krupka (ur. 24 lutego 1941) – polski działacz państwowy i samorządowy, menedżer, w latach 1988–1991 wicewojewoda pilski.

## Życiorys
Ukończył studia magisterskie. Od marca 1988 do 1991 pełnił funkcję wicewojewody pilskiego. W III RP związany z Sojuszem Lewicy Demokratycznej, z jego ramienia w kadencji 1998–2002 zasiadał w sejmiku wielkopolskim. Pełnił funkcję prezesa Pilskiej Izby Rolniczej. Później zaangażował się w działalność Lokalnej Grupy Działania Krajna nad Notecią, współpracował też m.in. przy tworzeniu strategii rozwoju dla powiatu czarnkowsko-trzcianeckiego i chodzieskiego. Zasiadał w radach nadzorczych różnych instytucji, m.in. miejskiej spółki wodno-kanalizacyjnej w Pile.

## Odznaczenia i wyróżnienia
Odznaczony m.in. Brązowym (1972) i Złotym (1977) Krzyżem Zasługi, Krzyżem Kawalerskim Orderu Odrodzenia Polski (1985), Odznaką „Zasłużony Pracownik Rolnictwa” (1971), Odznaką „Zasłużony dla Leśnictwa i Przemysłu Drzewnego” (1977) oraz Odznaką honorową „Za zasługi dla województwa wielkopolskiego” (2017). Wyróżniony także Odznaką Honorową „Za Zasługi w Rozwoju Województwa Koszalińskiego” (1975), Odznaką „Za Zasługi w Rozwoju Województwa Pilskiego” (1976), Złotą Odznaką Honorową Naczelnej Organizacji Technicznej (1982) i Odznaką Honorową Polskiego Czerwonego Krzyża (1991).